# Hans Gerling
Hans Gerling (* 6. Juni 1915 in Köln; † 14. August 1991 ebenda) war ein deutscher Versicherungsunternehmer und leitete von 1949 bis zu seinem Tode den seit 1935 in seinem Besitz befindlichen Gerling-Konzern.

## Biographie
Hans Gerling kam als zweiter von drei Söhnen der Eheleute Robert und Auguste, geb. Hoffmeister, in Köln zur Welt. Ältester Sohn war Robert Gerling II. (1913–2006), jüngster Walter Gerling (1918–2019). Nachdem Hans Gerling sein Abitur am damaligen Realgymnasium Kreuzgasse bestanden hatte, studierte er Wirtschafts- und Rechtswissenschaften und bestand im Jahre 1936 die Diplomprüfung als Diplomkaufmann. Bereits 1937 wurde er über das Thema „Geldwert und Arbeitslosigkeit“ promoviert.
In einer Abmachung vom 12. Juli 1934 übertrug Robert seinem Sohn Hans die Aktien am Gerling-Konzern, behielt sich jedoch die Stimmrechte bis zu seinem Tod vor. Nachdem Robert Gerling kurz danach im Januar 1935 an den Folgen einer akuten Lungenentzündung verstarb, hinterließ er seinen drei Söhnen kein rechtsgültiges Testament. Nach dem Tod von Robert Gerling übernahm zunächst Walter Forstreuter die Leitung des Unternehmens, weil Gerlings Söhne hierfür noch zu jung waren. Hans Gerlings Bruder Robert Gerling II. erhielt den Posten des Generaldirektors, bis er 1939 in die USA auswanderte. Hans Gerling selbst übernahm diesen Posten noch 1939. Forstreuter – nie Mitglied der NSDAP – durfte seine Tätigkeit mit Genehmigung der amerikanischen Militärregierung bei Wiedereröffnung des Geschäftsbetriebes am 2. Juni 1945 fortführen. Am 13. November 1948 trat Forstreuter zugunsten von Hans Gerling vom Vorstandsvorsitz zurück. Hans Gerling wurde im Januar 1949 Vorstandsvorsitzender aller Gerling-Gesellschaften.
Bruder Robert Gerling II. versuchte nun, die Verfügungsgewalt über die Unternehmen zurückzugewinnen, was ihm 1947 gelang. Die drei Brüder stritten in den folgenden Jahren in zahlreichen Testamentsprozessen, bevor sie sich im April 1958 auf einen Vergleich einigten. Der Vergleich sah vor, dass Hans Gerling und zunächst auch sein Bruder Walter die deutschen Firmen des Gerling-Konzerns behielten, Robert erhielt 30 Millionen DM als Abfindung und die schweizerischen und amerikanischen Gesellschaften.
Hans Gerling initiierte den Bau des Gerling-Hochhauses im Kölner Gereonsviertel, das am 25. Januar 1953 fertiggestellt wurde. Auf Betreiben von Hans Gerling wirkte der Bildhauer Arno Breker an der Gestaltung mit. Gerling gründete am 20. April 1954 die Gerling Speziale Kreditversicherungs-AG, die zunächst Warenkredit-, Kautions- und Vertrauensschadenversicherung betrieb. Nach dem Ausscheiden seines jüngsten Bruders Walter übernahm Hans Gerling 1965 die alleinige Unternehmensführung.
Nachdem Hans Gerlings Jugendfreund Iwan David Herstatt am 2. Juni 1955 das unbedeutende Kölner Bankhaus Hocker & Co. erworben hatte, beteiligte sich Gerling mit einer Einlage von 5 Millionen DM als Kommandit-Aktionär (81,4 %; der Rest lag bei Tochtergesellschaften des Gerling-Konzerns) am Bankhaus, das seit dem 10. Dezember 1955 als „Bankhaus I. D. Herstatt KGaA“ firmierte. Wegen der Beteiligungsmehrheit war die Herstatt-Bank faktisch eine Tochtergesellschaft des Gerling-Konzerns. Durch Fehlspekulationen der Herstatt-Bank geriet diese ab Juni 1973 in eine Bankenkrise, von der sie sich nicht mehr erholte. Am 26. Juni 1974 nahm das Bundesaufsichtsamt für das Kreditwesen die der Herstatt-Bank erteilte Banklizenz zurück. Im Dezember 1974 musste Gerling unter öffentlichem Druck 51 % der Aktien seines Gerling-Konzerns an die Deutsche Bank als Kreditsicherheit verpfänden. Eine aus 59 Industriefirmen bestehende Versicherungs-Holding der Deutschen Industrie (VHDI) – deren Mehrheitsaktionär Friedrich Karl Flick war – erwarb 25,9 %, die restlichen 25,1 % der Aktien übernahm die Zürich Versicherungs-Gesellschaft. Gerling schied als Vorstandsvorsitzender aus zahlreichen Gesellschaften aus und übernahm bei den entsprechenden Gesellschaften Aufsichtsratsmandate. Der Verkauf brachte 210 Millionen DM in die Vergleichsmasse des Bankhauses Herstatt, die Gerling freiwillig zur Ermöglichung eines Zwangsvergleichs zahlte. Die Zürich verkaufte im Februar 1978 ihre Anteile an die VHDI. Nachdem Gerling im Januar 1986 insgesamt 88,8 % Anteile von VHDI zurück erwerben und die Verpfändung wieder aufgelöst werden konnte, besaß er wieder die Kontrolle über den Gerling-Konzern. Nach Hans Gerlings Tod im August 1991 übernahm dessen Sohn Rolf Gerling als Alleinerbe den Konzern.
Hans Gerling wurde von Hilmar Kopper posthum als ein „sozialer Patriarch“ bezeichnet. Er habe nie einen Zweifel darüber aufkommen lassen, wer „das Sagen“ hat, sei gleichzeitig aber sozial gewesen. Er habe die Mitbestimmung abgelehnt, weil er gegen die Einflussnahme von außen ohne korrespondierende Verantwortung nach innen war. Aber er habe seinen Führungskräften unternehmerische Freiheiten und den Sozialpartnern Mitspracherechte eingeräumt.
Günter Wallraff arbeitete 1973 zwei Monate als Bote im Unternehmen Gerling und schrieb darüber eine ausführliche Reportage. In dieser werden mehrere Angestellte zitiert, die unbeherrschtes und unberechenbares Verhalten von Hans Gerling schildern. Verfilmt 1975 mit der DEFA als Steckbrief eines Unerwünschten.